# إبراهيم عفيفي
إبراهيم عفيفي (12 نوفمبر 1940 - 12 أغسطس 2018) هو مخرج مصري.

## حياته ونشأته ومسيرته
ولد 12 نوفمبر 1940، تخرج من المعهد العالي للسينما عام 1981 قسم الإخراج وعمل مساعداً لعدد من كبار المخرجين وأكثر ما مميزه الأعمال الفنية التي قدمها في إطار الحركة وقدم معظم أفلامه المشهورة مع الفنانة نادية الجندي وشهد فترة التسعينيات من القرن الماضي.

## أعماله
أشهر أعماله السينيمائية:-
- فيلم الفرن
- فيلم عزبة الصفيح
- فيلم شوادر
- فيلم أبناء الشيطان
- فيلم السيد قشطة
- فيلم قبضة الهلالي
- فيلم القرش
- فيلم الغجر
ومن المسلسلات أخرج العديد منها مثل قصاقيص ورق ومسليل الخيول.